# 마이클 버진
마이클 버진(Michael Bergin, 1969년 3월 18일 ~ )은 미국의 배우, 텔레비전 배우, 모델이다.
워터베리에서 태어났다.

## 영화
- 히스 더블 라이프 (2016년)
- 플레잉 위드 파이어 (2008년)
- 홀라 (2006년) - 그렉 역
- 패밀리 플랜 (2005년)
- 베이워치 (2003년)
- 더 파인 라인 비트윈 큐티 앤 크리피 (2002년)
- 월 스트리트의 늑대들 (2002년)
- 클로징 더 딜 (2000년)
- 실연자 클럽 (2000년)
- 소유자 (1996년)
- SOS 해상 구조대 (1989년)